# Паразитоценологія
Паразитоценологія — це наука, частина комплексної науки біоценології, яка виникла на межі таких наук, як біологія, екологія, медична та ветеринарна паразитологія, епідеміологія, епізоотологія, вірусологія.
Значний вклад у розвиток цієї науки зробив видатний вчений Євген Никанорович Павловський. Він визначив термін — «паразитоценоз». Вірусолог Л. О. Зільбер показав особливе біологічне значення суміші та взаємодії біологічних форм. За В. М. Апатенком (1978), паразитоценологія — це нова парадігмальна наука, яка має важливе гносеологічне значення. Поява нової інтегруючої науки відповідає тенденції сучасного розвитку природознавства.
Її завданням є вивчення екопаразитарних систем з метою розробки теоретичних основ та методів керування ними, також об'єднання усіх розділів паразитології (вірусології, мікробіології, міко-, фіто-, та зоопаразитології).